# Apochthonius indianensis
Apochthonius indianensis es una especie de arácnido  del orden Pseudoscorpionida de la familia Chthoniidae.

## Distribución geográfica
Se encuentra en Indiana (Estados Unidos).